# 王守誠 (隆慶進士)
王守誠（1542年—？），字時化，號環伊，河南河南府嵩縣人，民籍，明朝政治人物。

## 生平
隆慶元年（1567年）丁卯科河南鄉試第六十九名舉人，五年（1571年）中式辛未科會試第三百十一名，二甲第六十六名進士。改庶吉士，次年丁憂歸，再接丁父憂与生母憂。萬曆七年（1579年）五月起復，授刑科給事中，八年（1580年）四月升禮科右給事中，巡视京营，九年出為順德府知府，十四年（1586年）正月升山東副使，改山西提学副使，十六年考察调用，十九年（1591年）五月調山東副使，二十年致仕。曾纂修《嵩县志》二卷，入祀乡贤祠。

## 家族
曾祖王聰；祖父王振；父王京，壽官。嫡母李氏；生母楊氏。具慶下。